# 卡马农
卡马农（Khamanon），是印度旁遮普邦Fatehgarh Sahib县的一个城镇。总人口8876（2001年）。

## 人口
该地2001年总人口8876人，其中男性4904人，女性3972人；0—6岁人口999人，其中男556人，女443人；识字率69.58%，其中男性为71.94%，女性为66.67%。